# Polaganje v grob (Rafael)
Polaganje v grob, znana tudi kot Pala Baglione, Borgheško Polaganje v grob, je oljna slika italijanskega renesančnega slikarja Rafaela. Slika je podpisana in datirana z Raphael. Urbinas. MDVII, in je v rimski galeriji Galleria Borghese. Gre za osrednjo ploščo večje oltarne slike, ki jo je naročila Atalanta Baglioni iz Perugie v čast njenega pobitega sina Grifonetta Baglionija. Tako kot mnoga dela deli elemente skupnih predmetov Snemanje Kristusa, objokovanje Kristusa in polaganje v grob. Slika je na leseni plošči in meri 184 x 176 cm.

## Naročilo
V zgodnjem 16. stoletju je bilo nasilje med frakcijami, večinoma v obliki ročnih spopadov, v Perugii in drugih delih Italije, na primer v Firencah, relativno pogosto. Družina Baglioni je bila gospodar Peruge in okoliških krajev, vodila pa je tudi kondotjere ali vodje plačanih čet. V Perugii se je zgodila še posebej krvava epizoda v noči na 3. julij 1500, ko so se Grifonetto Baglioni in nekateri jezni člani družine zarotili, in med spanjem umorili večino preostale družine Baglioni. Po besedah Matarazza, kronista družine, je po prelivanju krvi Grifonettova mati Atalanta Baglioni svojemu sinu zavrnila zatočišče v svojem domu, ko se je vrnil v mesto, in se soočil z Gian Paolo Baglionijem, glavo družine, ki je preživel noč s pobegom nad strehe. Atalanta se je premislila in hitela za sinom, a je prišla še pravočasno, da je videla, kako je sina umoril Gian Paolo in njegovi možje. Nekaj let pozneje je Atalanta mlademu Rafaelu naročila, naj v družinski kapeli v San Francescu al Prato naslika oltarno sliko v spomin na Grifonetta. Rafael je naročilo sprejel zelo resno, saj je v dveh letih delal in razvijal svojo obliko skozi dve fazi in številne pripravljalne risbe.
To je bila zadnja od večjih naročil mladega Rafaela za Perugo, domače mesto njegovega mojstra Perugina. Za isto cerkev je že slikal oltarno sliko Oddijev oltar (zdaj v Vatikanu) za družino Baglionijevih velikih tekmecev (s katero so bilo tudi v svaštvu) in druga velika dela. Novo naročilo je zaznamovalo pomembno fazo v njegovem razvoju umetnika in oblikovanju njegovega zrelega sloga. Slika je ostala na svoji lokaciji do leta 1608, nasilno jo je odstranila tolpa, ki je delala za kardinala Scipiona Borgheseja, nečaka papeža Pavla V. Da bi pomiril mesto Perugio, je papež naročil dve kopiji slike pri Giovanniju Lanfrancu in Cavalieru d'Arpinu, in Arpinov je še vedno v Perugii. Čeprav so ga Francozi leta 1797 zasegli in razstavili v Parizu v Louvru, so ga leta 1815 vrnili v Galleria Borghese, razen predelo, ki so jo odnesli v Vatikanske muzeje.

## Pripravljalne študije
Rafael je naredil številne pripravljalne skice ali osnutke, saj se je njegova ideja za kompozicijo razvijala. Začel je s temo Objokovanja nad mrtvim Kristusom , podobno znameniti sliki z istim imenom njegovega učitelja Pietra Perugina. Iz te ideje se je preselil v Kristusovo polaganje vgrob , ki ga je morda navdihnil antični rimski relief Meleagerjevega sarkofaga iz grške mitologije, Michelangelovega Polaganja v grob ali tiska Mantegnovega Polaganja. Če pogledamo njegove študije, lahko vidimo, da je to dolgo obdobje evolucije dalo Rafaelu priložnost, da uveljavi večji del novega sloga in tehnik, ki jih je razvijal iz študij renesančnih mojstrov Leonarda da Vincija in Michelangela ter drugih umetnikov obdobje. Obe fazi oblikovanja sta lahko na splošno označeni s 'perugianska' in 'florentinska'. Pomembna sprememba teme iz Objokovanja v Polaganje je vplivala na celoten lik slike, ker se je iz bolj ikonične Pietà spremenila v temo z večjo pripovedno zanimivostjo.

## Analiza
Giorgio Vasari, slavni biograf italijanskih umetnikov, je Rafaelovo delo razumel tudi kot pripovedno sliko. Ko je videl oltarni nastavek v prvotni postavitvi, Vasari podrobno opiše:
V tej najbolj božanski sliki je mrtvi Kristus, ki ga polagajo v grob, izvršen s tako svežino in tako ljubečo skrbjo, da se očesu zdi, da je bil le naslikan. V sestavi tega dela si je Rafael predstavljal žalost, ki jo občutijo najbližji in najbolj ljubeči sorodniki umrlega, ko počiva telo tistega, ki jim je bil najbolj ljubljen in od katerega so, v resnici, sreča, čast in dobrobit celotne družine odvisni. Gospa se vidi v zadregi; in glave vseh figur so zelo prijazne v svojem joku, zlasti tisti svetega Janeza, ki s sklopljenimi rokami glavo obrača tako, da se milostno premika najtrdnejše srce. In zares kdor koli presoja o prizadevnosti, ljubezni, veščini in milini, ki jo kaže ta slika, je prav lahko začuden, kajti ta slika osupne vse, ki jo gledajo, s slogom figur, lepoto draperije in skratka, vrhunsko odličnostjo, ki jo kaže v vsakem delu.
Vasari pri opisovanju Polaganja prevzame odmeven ton in pri tem zelo pazi na razpravo o pomembnih figurah na sliki, ampak tudi o njihovem vplivu na gledalca. Če formalno gledamo na to, prikazani prizor v resnici ni 'polaganje' niti 'snemanje', ampak nekaj vmes. To lahko določimo po ozadju: na desni je gora Kalvarija, lokacija Križanja in Snemanja, na levi pa jama, v katero bo položen. In tako dva moža, ki nimata halov, uporabljata kos platna za prenašanje mrtvega Kristusa in zdi se, kot da so vsi udeleženi v nošenju telesa v začasni animaciji. Dva moža in Kristus tvorita zelo močne diagonale v obliki črke V. Mlajši moški na desni strani Kristusa je prikazan kot padli mladenič, sam Grifonetto. Poleg dveh mož, ki nosijo truplo, imamo zadaj in na levi svetega Janeza in Nikodema ter Marijo Magdaleno, ki drži Kristusovo roko. Noge svetega Janeza in Nikodema predstavljajo moteč problem, zlasti v primeru Nikodema, ker zaradi oviranja pogleda ni jasno, kaj točno počne oziroma kaj točno gleda.
Skrajno desno, v drugi figuralni skupini, ki je nekoliko zaostala za akcijo, so tri Marije, ki podpirajo Devico Marijo, ki je omedlela (kontroverzna upodobitev, znana kot Omedlela Devica), najverjetneje zaradi njene pretirane žalosti. Način, kako ena od Marij kleči, je pretirano neroden, z izjemno torzijo in ostro rezano draperijo, znano tudi kot figura serpentinata. Čeprav je videti v drugih znanih delih, se zdi, da je njeno pozicioniranje neposredno navdihnil primer Michelangelove slike Doni Tondo, dokončanega le nekaj let prej. Rafael z vidika barve uravnoteži uporabe močnih rdečih, modrih, rumenih in zelenih barv, ustvari subtilen kontrast v svojih kožnih tonih, kar najbolje vidimo pri Mariji Magdaleni, ki drži mrtvo Kristusovo roko.

## Oltarni nastavek
Kot je navedeno zgoraj, je oltarna slika obsegala več kot samo glavno ploščo. Vrhunski oblikovalec (zdaj v Galleria Nazionale dell'Umbria v Perugii) je imel ploščo Bog Oče v slavi s kerubini, blagoslovi svojega sina. Glavna plošča je imela okvir, katerega deli še vedno obstajajo, okrašen z grifini, ki jih kronajo in hranijo krilati putti, ki so sedeli na glavah ovnov, vse rumeno-bronaste barve na modri podlagi (grb družine Baglioni je bil grifinova glava, pa tudi ime moža in sina Atalante Grifonetto). Spodaj je bila predela treh grizajskih (enobarvnih) delov, ki ponazarjajo teološke vrline (1507, olje na plošči, trije odseki po 18 x 44 cm. Rim, Vatikanska galerija). Tri plošče so bile prvotno obložene na dnu oltarne slike, od leve proti desni, Upanje, Ljubezen in Vera, pri čemer sta bili vsaki figuri ob strani dva putta. Predmeti predele naj bi se simbolično nanašali na glavno ploščo zgoraj: Ljubezen v središču poudarja temo materinstva, medtem ko se Upanje in Vera sklicujeta na osnovni motiv, Kristusovo odrešenje. Tako se Rafaelova koncept ne nanaša samo na temo oltarne slike, temveč tudi na zasebne okoliščine darovalca, Atalante Baglioni.
- Možna rekonstrukcija 'Pala Baglioni'
- Večni med Angeli
- Friz s putti in grifini
- Upanje
- Ljubezen
- Prepričanje